# Melanesiska Allianspartiet
Melanesiska Allianspartiet är ett politiskt parti i Papua Nya Guinea. Partiet fick endast 1 av 109 platser i de senaste valet i juli 2007.